# Никола Миљанић
Никола Миљанић (Ливађани код Пакраца, 5. јануар 1921 – Загреб, 6. јул 1972) био је српски економиста. 
Дипломирао 1955. и докторирао 1964. на Економском факултету у Загребу. Од 1941. учествовао у НОБ-у. После рата, генерални директор Југословенске инвестиционе банке (1962), гувернер Народне банке Југославије (1962–69) и потпредседник Савезног извршног већа (1969–71). Крајем 1970. подноси оставку због неслагања са економском политиком владе.
Био савезни посланик и члан ЦК СКЈ од 1964. Предавао финансије на Економском факултету у Загребу од 1962. Аутор књиге Новац и кредит у процесу проширене репродукције (1972).